# Élisabeth Nizan
Pour les articles homonymes, voir Nizan.
Élisabeth Sainéan, dite Élisabeth Nizan, née Élisabeth Şăineanu le 6 mai 1896 selon le calendrier grégorien (le 23 avril 1896 selon le calendrier julien) à Bucarest et morte le 26 mars 1969 dans le 19e arrondissement de Paris, est une actrice française.

## Biographie
Née en 1896 à Bucarest, fille du philologue roumaine Lazare Sainéan, Élisabeth Nizan entre à la Comédie-Française en 1915. En 1916, elle se produit pour le théâtre aux armées à Pont-sur-Meuse.
En 1966, elle reçoit la Légion d'honneur. Elle meurt le 26 mars 1969,,. Paris-Presse-l'Intransigeant annonce sa mort le 29 mars 1969.

## Théâtre

### Carrière à la Comédie-Française
Entrée en 1915
Nommée 386e sociétaire en 1932
Départ en 1936
- 1916 : L'Avare de Molière : Mariane
- 1916 : Le Bourgeois gentilhomme de Molière : Lucile
- 1916 : Les Plaideurs de Jean Racine : Isabelle
- 1917 : Le Mariage de Figaro de Beaumarchais : Fanchette
- 1917 : La Comtesse d'Escarbagnas de Molière : Jeannot
- 1918 : Esther de Jean Racine, mise en scène Émile Fabre : une jeune Israélite
- 1919 : Le Sourire du faune d'André Rivoire : Rose
- 1919 : Les Sœurs d'amour de Henry Bataille : Jeanne Castel
- 1920 : La Fille de Roland de Henri de Bornier : Théobald
- 1920 : Paraître de Maurice Donnay : Mme de Gravigny
- 1920 : La Mort enchaînée de Maurice Magre : la déesse Argé
- 1920 : Les Effrontés d'Émile Augier : Clémence Charrier
- 1921 : Cléopâtre d'André-Ferdinand Hérold d'après Plutarque et William Shakespeare : Iras
- 1921 : La Coupe enchantée de Jean de La Fontaine et Champmeslé : Lucinde
- 1921 : Monsieur de Pourceaugnac de Molière : Julie
- 1922 : Les Fourberies de Scapin de Molière : Hyacinthe
- 1922 : L'Amour veille de Gaston Arman de Caillavet et Robert de Flers : Christiane
- 1922 : Le Député de Bombignac d'Alexandre Bisson : Renée
- 1923 : Rome vaincue d'Alexandre Parodi : Junia
- 1923 : Les Honnêtes Femmes de Henry Becque : Geneviève
- 1924 : L'Amiral de Jacques Normand : Jacquemine
- 1924 : La Dépositaire d'Edmond Sée : Lucienne Carriès
- 1925 : La joie fait peur d'Émile de Girardin : Blanche
- 1925 : L'École des quinquagénaires de Tristan Bernard : Jeanne
- 1925 : Le Bourgeois gentilhomme de Molière : Lucile
- 1925 : Une visite de noces d'Alexandre Dumas fils : Mme de Cygneroy
- 1925 : Le Petit Chaperon rouge de Félix Gandéra et Claude Gevel : Suzon
- 1926 : Le Secret de Polichinelle de Pierre Wolff, mise en scène Charles Granval : Geneviève
- 1926 : Le Pèlerin de Charles Vildrac : Henriette Dantin
- 1927 : Monsieur Scapin de Jean Richepin : Suzette
- 1928 : Le Philosophe sans le savoir de Michel-Jean Sedaine : Sophie Vanderk
- 1928 : Les Noces d'argent de Paul Géraldy : Jeanne
- 1931 : Le Monde où l'on s'ennuie d'Édouard Pailleron : Suzanne de Villiers
- 1932 : L'Étourdi de Molière : Célie
- 1932 : Le Misanthrope de Molière : Eliante
- 1933 : Le Legs de Marivaux, mise en scène Jean Croué : Hortense
- 1933 : On ne badine pas avec l'amour d'Alfred de Musset : Rosette
- 1934 : La Mégère apprivoisée de Paul Delair d'après William Shakespeare : Bianca

### Hors Comédie-Française
- 1938 : L'Enfant de Mary d'Archie N. Menzies, mise en scène André Luguet, Théâtre Michel : Mary Taylor

## Filmographie
- 1915 : Sadounah de Louis Mercanton
- 1918 : La Dixième Symphonie d'Abel Gance : Claire Damor
- 1919 : J'accuse d'Abel Gance
- 1922 : Molière, sa vie, son œuvre de Jacques de Féraudy